# 191494 Berndkoch
191494 Berndkoch è un asteroide della fascia principale. Scoperto nel 2003, presenta un'orbita caratterizzata da un semiasse maggiore pari a 3,1674310 UA e da un'eccentricità di 0,0849474, inclinata di 13,99606° rispetto all'eclittica.
L'asteroide è dedicato all'astrofilo tedesco Bernd Koch.